# Afrotachardina longisetosa
Afrotachardina longisetosa är en insektsart som först beskrevs av Robert Newstead 1911.  Afrotachardina longisetosa ingår i släktet Afrotachardina och familjen Kerriidae. Inga underarter finns listade i Catalogue of Life.